# Малинники (Московская область)
Малинники — деревня в Сергиево-Посадском районе Московской области России, входит в состав сельского поселения Березняковское.

## Население
| 1859 | 1886 | 1895 | 1905 | 1926 | 2002 | 2006 | 2010 |
| ---- | ---- | ---- | ---- | ---- | ---- | ---- | ---- |
| 265  | ↗266 | ↗310 | ↗344 | ↘310 | ↘27  | ↘21  | ↗39  |

## География
Деревня Малинники расположена на севере Московской области, в юго-восточной части Сергиево-Посадского района, у границы с городским округом Красноармейск и Александровским районом Владимирской области, на Московском большом кольце А108, примерно в 62 км к северо-востоку от Московской кольцевой автодороги и 16 км к востоку от станции Сергиев Посад Ярославского направления Московской железной дороги, по правому берегу реки Молокчи бассейна Клязьмы.
В 10 км западнее деревни проходит Ярославское шоссе М8, в 30 км к юго-западу — Московское малое кольцо А107, в 16 км к северу — автодорога Р75 Александров — Владимир, в 18 км к югу — Фряновское шоссе Р110. Ближайшие сельские населённые пункты — деревни Ботово, Марино и Слотино.

## История
В «Списке населённых мест» 1862 года — владельческая деревня 1-го стана Александровского уезда Владимирской губернии по левую сторону Троицкого торгового тракта из города Алексадрова в Сергиевский посад Московской губернии, в 24 верстах от уездного города и становой квартиры, при реке Молокче и ручье Войдига, с 46 дворами и 265 жителями (128 мужчин, 137 женщин).
По данным на 1895 год — деревня Ботовской волости Александровского уезда с 310 жителями (150 мужчин, 160 женщин). Основными промыслами населения являлись хлебопашество, выработка бумажных тканей и размотка шёлка, 22 человека уезжали в качестве фабричных рабочих на отхожий промысел в Москву и Богородск.
По материалам Всесоюзной переписи населения 1926 года — центр Малинниковского сельсовета Шараповской волости Сергиевского уезда Московской губернии в 17,1 км от местного шоссе и 20,3 км от станции Сергиево Северной железной дороги; проживало 310 человек (152 мужчины, 158 женщин), насчитывалось 61 крестьянское хозяйство.
С 1929 года — населённый пункт Московской области в составе:
- Малинниковского сельсовета Сергиевского района (1929—1930)[13],
- Малинниковского сельсовета Загорского района (1930—1954)[14],
- Березняковского сельсовета Загорского района (1954—1963, 1965—1991)[14][15][16],
- Березняковского сельсовета Мытищинского укрупнённого сельского района (1963—1965)[15],
- Березняковского сельсовета Сергиево-Посадского района (1991—1994)[16],
- Березняковского сельского округа Сергиево-Посадского района (1994—2006)[17],
- сельского поселения Березняковское Сергиево-Посадского района (2006 — н. в.)[18][19].

## Достопримечательности
Севернее деревни, на месте бывшего погоста Стогово, находится каменная однокупольная церковь Николая Чудотворца с небольшой трапезной и колокольней, построенная в 1802—1803 гг. на средства местного уроженца — митрополита Новгородского Амвросия (Подобедова).
Закрыта в 1937 году, в 50—60-х годах были разрушены колокольня и основной храм. В 1996 году уцелевшая трапезная передана верующим. Церковь является объектом культурного наследия России, как памятник архитектуры регионального значения.